# 川田裕
川田 裕（かわた ゆたか）は、日本の機械システム工学者・教育工学者。大阪工業大学名誉教授、工学博士（東京大学）。日本学術会議2010機械工学委員会委員。日本機械学会フェロー/名誉員・第85期副会長。元三菱重工業高砂研究所流体研究室長・技監/主幹研究員。大阪府学校教育審議会工業教育部会長。大阪実業教育協会元常務理事。
専門は、流体機械/流体工学、機械システム工学・数理工学/流体解析(CFD)、ターボ機械（特にポンプ・環境装置・ガスタービン・原子力プラント）、教育工学。

## 略歴
東京大学大学院工学系研究科修士課程修了。1992年工学博士（東京大学）。三菱重工業高砂研究所にて流体研究室長、ターボ機械研究推進次長、技監・主幹研究員兼ガスタービンコンバインドサイクルセンター長として、海外の競合他社に対抗する技術戦略策定や1700℃級ガスタービン国家プロジェクトの獲得に尽力し、2006年大阪工業大学工学部機械工学科教授として着任。その後、同大学工学部長兼大学院工学研究科長、2013年副学長を務め、2018年同大学名誉教授。
主な所属学会は、日本機械学会、ターボ機械協会、日本ガスタービン学会、日本工学教育協会など。主な著書は、流体機械ハンドブック（分担執筆、朝倉書店1998、学術書）。主な受賞は、日本機械学会フェロー(2002)、ターボ機械協会論文賞(1986)。
大阪工業大学のグローバル化を推進し、特に「サウジウィーク2012 in 大阪」の共催シンポジウムで講演（テーマ：環境・再生可能エネルギーにおける日本とサウジアラビアの協力について）するなど、サウジアラビアとの国際交流に貢献している
。また、同大学学校法人の常翔学園理事も務め、高大連携に貢献している。

## 主な研究
- ロケット用ターボポンプインデューサに生じるキャビテーションの動特性に関する研究[15]
- 発電用大型ガスタービンの研究
- ターボチャージャー用遠心圧縮機における 旋回失速の低減に関する研究[16]
- CFD解析を用いた低騒音軸流ファンの設計に関する研究：流体機械
- 遠心圧縮機（コンプレッサ）の高速領域のサージ特性に関する研究[17]
- スプリッター羽根車の適用による産業用ポンプの吸込性能向上に関する研究[18]
- ものづくり国際PBLを通じたグローバルエンジニアの育成
- 大阪工業大学機械工学科3年次におけるPBL教育について[19]